# Memoria del cantar popular
Memoria del cantar popular es un CD antológico de Violeta Parra, música y folclorista chilena, editado por la disquera Warner Music Chile en 2003.
Bajo el nombre de Memoria del Cantar Popular se editaron en 2003 siete discos de los artistas chilenos más importantes del catálogo de Warner Music, que fundaron o siguieron la escuela de la nueva canción chilena: Violeta Parra, Víctor Jara, Inti Illimani, Quilapayún, Isabel Parra, Illapu y Ángel Parra. Se trata de discos simples con las principales canciones de cada uno de los artistas. En el caso de Violeta Parra, el álbum se transforma en una selección de su anterior obra recopilatoria, Antología, editada en 2000. Se excluyen, por tanto, sus trabajos para EMI Odeón Chilena.
La lista incluye seis temas seleccionados de Las últimas composiciones, más seis de las Canciones reencontradas en París y otras tres canciones provenientes del álbum Cantos campesinos.

## Lista de canciones
- Canciones compuestas por Violeta Parra:

1. "Gracias a la vida" – 4:33
2. "Volver a los 17" – 4:10
3. "Run Run se fue pa'l norte" – 3:57
4. "El albertío" – 2:08
5. "Qué dirá el Santo Padre" – 2:54
6. "Mazúrquica modérnica" – 2:20
7. "Rin del angelito" – 2:04
8. "Según el favor del viento" – 2:31
9. "Miren cómo sonríen" – 2:25
10. "La jardinera" – 2:02
11. "Y arriba quemando el sol" – 2:43
12. "Arauco tiene una pena" – 3:01
13. "La carta" – 2:58
14. "Casamiento de negros" (Folclore chileno) – 1:41
15. "El palomo" (Folclore chileno) – 2:35